# An-Nisa
An-Nisa "As Mulheres" (em árabe: سورة النساء) é a quarta sura do Alcorão, com 176 ayats. Trata-se de uma sura de Medina. É a segunda mais longa sura do Alcorão. É recitada após a sura Al-Mumtahina.
Foi nomeada sura An-Nisa uma vez que trata amplamente as mulheres e seus direitos e obrigações, em comparação com qualquer outro capítulo. Alguns chamavam-lhe de sura An-Nisa maior (completa), em contraste com a sura An-Nisa menor At-Talaq (" O Divórcio"), com doze ayats.